# Jorge Ruiz Ojeda
Jorge Ruiz Ojeda (Antequera, España, 27 de septiembre de 1995), conocido deportivamente como Koke Vegas, es un portero de fútbol que milita en el Rhode Island FC de la USL Championship.

## Trayectoria
Disputó el torneo de Brunete de Canal + con el Sevilla F. C., y el campeonato internacional Danone. Se formaría en la cantera del Antequera C. F., Málaga C. F., Sevilla F. C., y Puerto Malagueño, y de nuevo en el Antequera, donde siendo juvenil ya intercalaba sus actuaciones con el primer equipo de Tercera División.
Más tarde jugaría en el filial del R. C. D. Espanyol, donde en sus dos temporadas en Segunda B disputó un total de 17 partidos en el club perico en la segunda temporada, mientras que en la anterior defendió la elástica del equipo entrenado en aquel entonces por Sergio González en 16 ocasiones.
Al comienzo de la temporada 2016-17, el 5 de septiembre de 2016 ante la ausencia de Alex Remiro, concentrado con la selección española sub-21, y Raúl Fernández, recién recuperado de una lesión en el glúteo de la pierna derecha, debutó en la Segunda División en el encuentro ante el Nàstic.
En julio de 2019 completó la portería del Real Club Deportivo de La Coruña cedido del Levante U. D. para la temporada 2019-20, tras renovar con los granotas. En febrero de 2021 volvió a salir cedido, marchándose al R. C. D. Mallorca hasta final de temporada.
Abandonó el Levante U. D. el 31 de agosto tras rescindir su contrato. Se quedó sin equipo y participó en algunos partidos con la selección de la AFE, hasta que en enero se fue a los Estados Unidos tras encontrar acomodo en el San Diego Loyal S. C.

## Clubes
| Club                                  | País           | Año           |
| ------------------------------------- | -------------- | ------------- |
| Antequera C. F.                       | España         | 2011-2013     |
| R. C. D. Espanyol "B"                 | España         | 2013-2015     |
| Atlético Levante U. D.                | España         | 2015-2018     |
| C. D. Alcoyano (cedido)               | España         | 2017-2018     |
| Levante U. D.                         | España         | 2018-2021     |
| R. C. Deportivo de La Coruña (cedido) | España         | 2019-2020     |
| R. C. D. Mallorca (cedido)            | España         | 2021          |
| San Diego Loyal S. C.                 | Estados Unidos | 2022-2023     |
| Rhode Island FC                       | Estados Unidos | 2024-presente |